# Multipiano in legno
La definizione di multipiano in legno è piuttosto recente ed è in uso in Italia a partire dal 2008, cioè dall'introduzione del legno nelle Norme tecniche italiane per le costruzioni, alla pari degli altri materiali da costruzione. La possibilità di realizzare edifici con struttura in legno senza particolari limitazioni nel numero di piani ha avuto come conseguenza la realizzazione di edifici a più piani anche di notevoli dimensioni e la necessità di definire anche in termini dialettici il tipo di realizzazione. Essendo già in uso la possibilità di edificare in legno fino a 4 piani (compreso il piano interrato), con il termine "Multipiano in Legno", nelle norme di edilizia in Italia si intende  un edificio realizzato con struttura portante di legno con un numero di piani maggiore o uguale di quattro, compresi eventuali piani interrati.

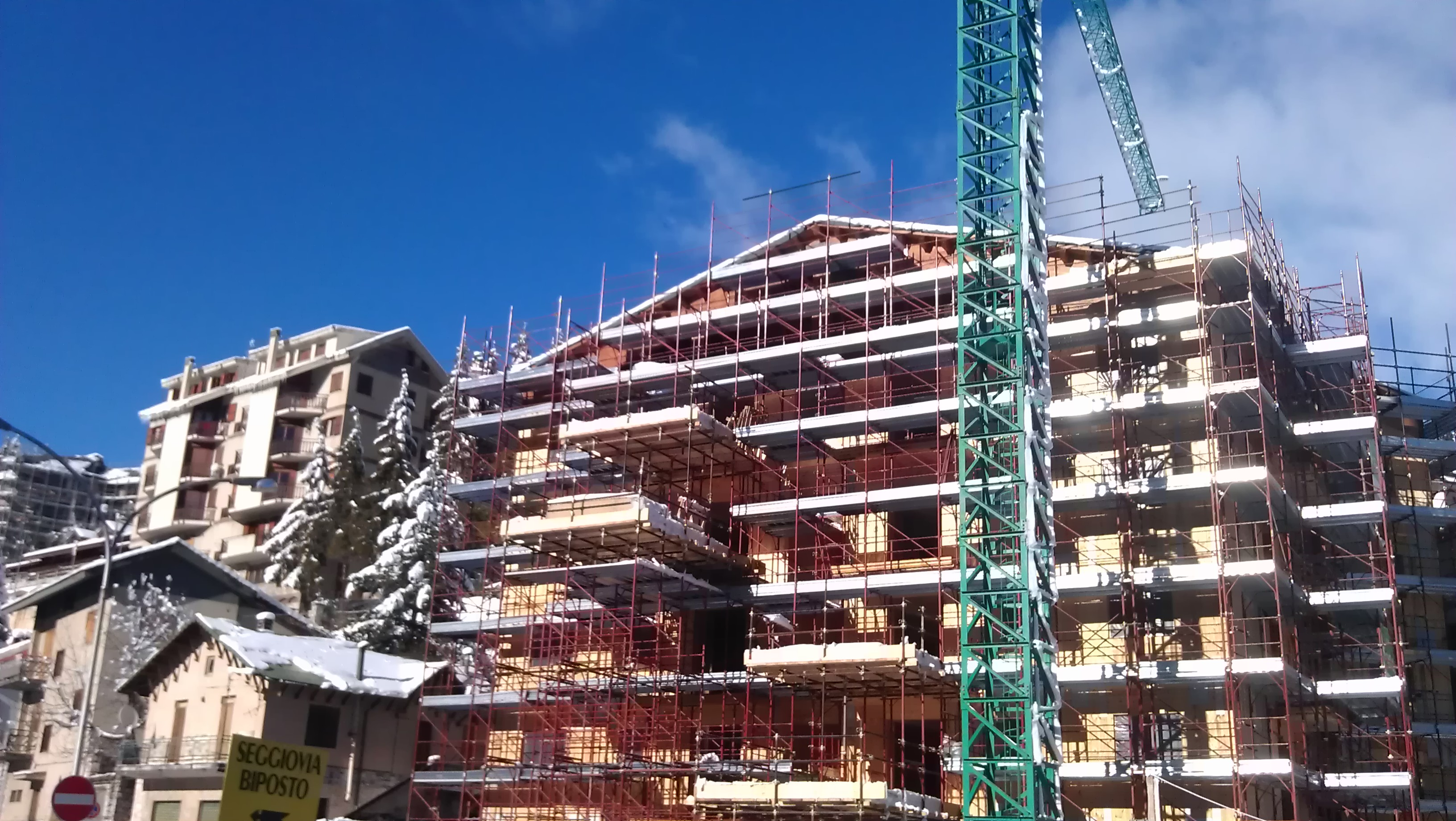
Un multipiano in legno in fase di costruzione

## Tecniche costruttive
Nella realizzazione dei multipiano in legno è indispensabile che venga rispettato nel procedimento di calcolo e verifica un approccio di tipo prestazionale. In sostanza le limitazioni provengono esclusivamente dalle prestazioni dell'edificio e quindi dei singoli elementi strutturali che lo compongono.
Le tecniche costruttive adoperate sono:
- Telai tradizionali (travi e pilastri in legno ed eventuali controventature)
- Telai preassemblati (platform frame)
- A pannelli portanti (struttura scatolare realizzata con pannelli pieni tipo XLAM)

Qui di seguito si riportano le differenze tra sistema a telaio e x-lam.
Struttura X-lam. Questa struttura è basata su strati incrociati di legno massiccio che formano l'ossatura dell'edificio. Poi viene integrata da strati di materiale isolante naturale. Il pannello di legno multi strato è realizzato con tavole di abete a strati incrociati incollati tra loro (con colle senza formaldeide) o tenuti insieme da viti di legno (a secco).
Struttura a Telaio. Questa struttura invece è composta da pilastri e travi in legno che danno la struttura portante. Quest'ultima viene poi tamponata con tavole in diagonale o pannelli a base lignea. Il materiale isolante è collocato internamente.

### Strutture multipiano a pannelli portanti
Questo genere di strutture rappresenta percentualmente la tipologia costruttiva maggiormente impiegata nella realizzazione dei multipiano in legno, grazie soprattutto alla possibilità di raggiungere elevate prestazioni e quindi di sviluppare un maggior numero di piani in altezza.
Il materiale adoperato per la realizzazione dei pannelli è l'XLAM o anche (CLT).
XLAM è un acronimo inglese che significa Cross Laminated Timber. Indica pannelli di legno (generalmente di abete, pino o larice) composti da strati di tavole sovrapposti a fibratura incrociata in maniera che la fibratura di ogni strato (nel piano del pannello), sia ruotata di 90 gradi rispetto agli strati confinanti. 
I singoli strati di tavole hanno spessore variabile.  
L'utilizzo in edilizia è per particolari strutture sismoresistenti e dalle elevate prestazioni termiche in genere concepite per un comportamento “scatolare”.
L'uso del pannello XLAM è indifferentemente indirizzato sia alle pareti che ai solai.
L'elemento piano che si ottiene alla fine del processo di produzione è generalmente rettangolare.

## Altezza massima degli edifici in legno
Secondo quanto dispone la normativa tecnica di cui al D. Min. Infrastrutture 14/01/2008, le strutture in legno che non accedono alle riserve anelastiche e che ricadono in zona 1, sono soggette ad una limitazione di piani fuoriterra pari a due dal piano di campagna.
Per le strutture che accedono alle riserve anelastiche e quindi in grado di dissipare l'energia sismica e più in generale per tutte le altre ricadenti in qualsiasi altra zona, non esiste alcuna limitazione in altezza, poiché questa deve essere opportunamente limitata solo in funzione della capacità dissipativa e deformativa in base alla classificazione sismica del territorio.

### Coefficiente di struttura
Nella realizzazione di edifici multipiano in legno a pannelli portanti di XLAM, la Normativa Tecnica rimanda alla tabella 7.7.1. Dallo schema tabellare l'unico esempio di struttura tabellata che si riferisce ai pannelli incollati ricade sotto la Classe B "strutture aventi una bassa capacità di dissipazione di energia". Per la tipologia XLAM che è certamente a pannelli di "parete incollati", la tabella 7.7.1 fornisce il coefficiente qo tabellato pari a 2,0.
Questa condizione derivata dalla normativa è fortemente penalizzante per la tipologia strutturale, poiché la sperimentazione scientifica ha dimostrato ampiamente che strutture di questo tipo rispondono con un fattore di struttura pari a 3. I risultati sperimentali permettono di concludere che questo genere di strutture è particolarmente indicato per una progettazione che nei confronti dell'azione sismica vuole sposare la filosofia del NDD (no damage design), cioè una progettazione che privilegia l'assenza totale di danni a seguito di un evento sismico.